# Rancho Nuevo, Amatenango del Valle
Rancho Nuevo är en ort i Mexiko.   Den ligger i kommunen Amatenango del Valle och delstaten Chiapas, i den sydöstra delen av landet, 800 km öster om huvudstaden Mexico City. Rancho Nuevo ligger 2 161 meter över havet och antalet invånare är 180.
Terrängen runt Rancho Nuevo är lite bergig. Runt Rancho Nuevo är det ganska tätbefolkat, med 67 invånare per kvadratkilometer. Närmaste större samhälle är Teopisca, 14,6 km nordväst om Rancho Nuevo. I omgivningarna runt Rancho Nuevo växer huvudsakligen savannskog.